# Embalse de Anchuricas
El embalse de Anchuricas fue creado en 1957 y está situado en el cauce del río Segura, en el término municipal de Santiago-Pontones, en la provincia de Jaén. Pertenece a la Confederación Hidrográfica del Segura.
El río Segura nace en el paraje de Fuente Segura, a 5 kilómetros de Pontón Bajo en el municipio de Santiago-Pontones (Jaén). Discurre por las provincias de Jaén, Albacete, Murcia y Alicante. Desemboca en el Mediterráneo, en Guardamar del Segura (Alicante), tras un recorrido de 325 km y una cuenca hidrográfica de 19 525 km².

## Características
La capacidad del embalse (de concesionario privado) es de 6 hm³ (actualmente muy menguada, por los derrubios de ladera y frontales), tiene una superficie de 57 ha, de característico color turquesa oscuro (el "embalse verde"), la principal reserva de agua del río Segura en el valle. Su color característico de lámina es un curioso fenómeno motivado por el reflejo de los bosques laterales sobre el agua en la angostura del valle. El tipo de presa es de contrafuertes y hormigón.
El paisaje de la cuenca está rodeado de elevadas cimas y calares, en cuyas laderas se desarrollan extensos bosques de pinares que llegan hasta el borde del agua, con un sotobosque denso de plantas aromáticas. El paisaje de valle del río Segura en esta zona es impresionante, con un relieve abrupto originado por el encajonamiento del río y cortado por los arroyos que bajan de las cumbres, cuya morfología es espectacular. En el fondo del embalse, anegada por sus aguas, se localiza el antiguo núcleo de Las Casicas del Río Segura; y de construcción moderna, junto a su ribera, las nuevas Casicas a la entrada del embalse. En su ribera también se encuentra la aldea de La Toba.
La presa de Anchuricas se construyó con el objetivo de dar electricidad a la zona. Su principal misión es la de mantener constantes las alturas de agua para el suministro de la central hidroeléctrica de Miller (a unos 8 kilómetros río abajo desde la presa hasta los alrededores de la pedanía homónima). Esta agua se conduce por un canal entubado con un cierto gradiente subhorizontal, hasta llegar a la altura de la central desde donde, junto a las aguas procedentes del Embalse de la Novia, se precipita hacia las turbinas.